# Noshörningen Nelson
Nelson, född 1995, Sveriges första unge av arten trubbnoshörning, vilken föddes i Kolmårdens djurpark under stor nyhetsbevakning. Nelson hade en medfödd obotlig hjärnsjukdom, och på grund av denna uppmärksammades han så mycket i massmedia att hans öde blev en angelägenhet för hela svenska folket. Nelson transporterades till, och undersöktes på, Akademiska sjukhuset i Uppsala. Nelson levde bara i elva dagar och dog 20 februari 1995. Han kremerades och år 2000 begravdes askan i Lars Vilks konstverk Nimis.
1996 föddes Nelsons lillebror Newton som dog ett och ett halvt år gammal av hjärtsvikt.